# Tifo
|  | No s'ha de confondre amb tifó. |

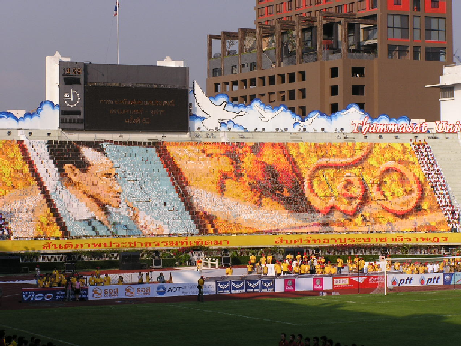
Mosaic de cartolines a Tailàndia.

Tifo és una paraula italiana (que significa 'suport entusiasta') dedicada al fenomen de donar suport a un equip de futbol, mitjançant una coreografia mostrada per seguidors en un estadi. Aquesta coreografia pot consistir a fer un mosaic de cartolines, desplegar grans banderons o lones, onejar banderes i bufandes, encendre bengales, treure pancartes i missatges, etc. Normalment es fa a la sortida dels jugadors a la gespa, abans de l'inici del partit, quan se celebra un gol o quan es guanya un títol. Els tifos són realitzats principalment en partits importants, derbis locals i rivalitats. Els tifos són realitzats pels grups de tifosi, supporters o ultres d'un equip, tot i que també pot ser un club o un patrocinador qui els organitzi.,